# Richard Connell (Autor)
Richard Edward Connell, Jr. (* 17. Oktober 1893 in Dutchess County, New York; † 22. November 1949 in Beverly Hills, Los Angeles, Kalifornien) war ein US-amerikanischer Journalist sowie Autor von Kurzgeschichten und Drehbüchern, der jeweils einmal für den Oscar für das beste Originaldrehbuch und die beste Originalgeschichte als auch für den Preis der Writers Guild of America (WGA Award) für das beste Drehbuch nominiert war. Seine 1924 veröffentlichte Kurzgeschichte The Most Dangerous Game (Das grausamste Spiel) gehört zu den am häufigsten in Anthologien erschienenen Short Storys und wurde mehrfach verfilmt.

## Leben
Connell begann bereits als zehnjähriger Schüler für die väterliche Tageszeitung zu arbeiten und schrieb für diese zunächst über Baseballspiele, ehe er 1909 im Alter von sechzehn Jahren Redakteur dieser Zeitung wurde. Nachdem er während des Ersten Weltkrieges seinen Militärdienst in der US Army ableistete, lebte er einige Jahre in verschiedenen Ländern in Europa. Nach seiner Rückkehr in die USA begann er Mitte der 1920er Jahre mit dem Schreiben von Kurzgeschichten wie Tropic of Capricorn, A Little Bit of Broadway, Isles of Romance, One Hundred Dollars, A Friend of Napoleon und If I Was Alone with You.
Große Bekanntheit erreichte er durch seine 1924 veröffentlichte Kurzgeschichte Das grausamste Spiel (The Most Dangerous Game), die zu den am häufigsten in Anthologien erschienenen Short Storys gehört, und mehrfach verfilmt wurde wie zum Beispiel Graf Zaroff – Genie des Bösen (The Most Dangerous Game, 1932), den Ernest B. Schoedsack und Irving Pichel mit Joel McCrea, Fay Wray und Leslie Banks insziert hatten. Zu späteren Verfilmungen gehören zum Beispiel Surviving the Game – Tötet ihn! (Surviving the Game, 1994) und The Pest – Jagd auf das Chamäleon (The Pest, 1997)
Bei der Oscarverleihung 1942 wurde er zusammen mit Robert Presnell Sr. für den Oscar für die beste Originalgeschichte nominiert, und zwar für den Spielfilm Hier ist John Doe (Meet John Doe, 1941) von Frank Capra mit Gary Cooper, Barbara Stanwyck und Edward Arnold.
1945 bekam Connell mit Gladys Lehman eine Nominierung für den Oscar für das beste Originaldrehbuch für den von Richard Thorpe inszenierten Revuefilm Mein Schatz ist ein Matrose (Two Girls and a Sailor, 1944) mit June Allyson, Gloria DeHaven und Van Johnson.
Zuletzt wurde Connell im Jahr seines Todes 1949 für den Preis der Writers Guild of America (WGA Award) für das beste US-amerikanische Musical nominiert, und zwar erneut mit Gladys Lehman für Liebe an Bord (Luxury Liner, 1948) von Richard Whorf mit George Brent, Jane Powell und Lauritz Melchior in den Hauptrollen.

## Filmografie (Auswahl)
Drehbuch
- 1932: Graf Zaroff – Genie des Bösen (The Most Dangerous Game)
- 1936: Ausgerechnet Weltmeister (The Milky Way)
- 1941: Hier ist John Doe (Meet John Doe)
- 1944: Mein Schatz ist ein Matrose (Two Girls and a Sailor)
- 1945: Flitterwochen zu dritt (Thrill of a Romance)
- 1948: Liebe an Bord (Luxury Liner)

Vorlage
- 1924: Der Sumpfengel (Painted People)
- 1940: Orchid, der Gangsterbruder (Brother Orchid)
- 1956: Der Sonne entgegen (Run for the Sun)